# Žitý svět
Termín „Lebenswelt“ může být doslovně přeložen jako svět života, též životní svět či žitý svět. S dalším překladem, se kterým se můžeme setkat, je například přirozený svět. Je to jsoucno, které ke svému ztělesnění nepotřebuje žádnou věc. Žitý svět je vystavěn na významech, které člověk během procesu socializace a interakce přikládá věcem a událostem. Tento pojem se, zejména, váže na osoby Edmunda Husserla a Alfreda Schütze. Lebenswelt, neboli žitý svět, se jako pojem prvně objevil v druhé třetině 19. století a to v oborech biologie a botaniky, později se stal termínem v křesťanské filosofii náboženství. Teprve s postavami Georga Simmela a Wilhelma Diltheyho se tento výraz dostává do filosofie života.

## Definice
Pojem žitý svět vyjadřuje souhrn skutečných i možných horizontů lidských životních zkušeností. Jedná se o teoretické vysvětlení a o určitý úhel pohledu na skutečnost. Vysvětluje se jako svět zdravého rozumu, prvotních zájmů. Svět není považován za samozřejmý a daný. Je to naivní, bezprostřední zkušenost.
Poznání světa lidí je zcela jiné od poznání přírody. Principem je, že během procesu interakce jsou věcem a událostem přikládány různé významy. Právě na těchto významech je vystavěn lidský svět. Analýza světa každodennosti bývá též označována jako fenomenologická sociologie (ta v provedení Alfreda Schütze). Svět každodennosti je strukturován jak časově, tak prostorově a fenomenologická sociologie zkoumá, jak tento svět vzniká a jak se udržuje.

## Husserl a Lebenswelt
S myšlenkou žitého světa přišel Edmund Husserl ve své práci Krize evropských věd a transcendentální fenomenologie. Základním středobodem jeho filosofie byl člověk. Systematickým zkoumáním myšlenek lidí chtěl zbavit mysl od předtuch a předsudků a dostat se k věcem samým. Z jeho výzkumů bylo zřejmé, že vědomí není subjektem a nemůže být samotné, ale pouze jako „vědomí něčeho“. Dle Husserla je vědění nekonečný proud jevů vedený pomocí intenční linie. Linie jako taková je základním rysem vědomí, chování i jazyka. Čili když něco vnímáme, nezískáváme dojmy pouze na základě smyslů, nýbrž i pomocí našich zkušeností (např. Vím, k čemu slouží okno). Tedy, když člověk přemýšlí, přemýšlí „o něčem“ – využívá již získaná spojení a to je ona linie.
Znalosti získané člověkem během socializace, a jež jsou součástí jazyka, tvoří balík příručního vědění každého člověka. Tento balík plný zkušeností slouží člověku jako zdroj informací, jak se chovat v běžném životě a během různých situací. Každá nová událost v životě je do tohoto balíku zahrnuta. Jazyk funguje jako prostředník a spojka mezi lidmi. Ačkoliv se jejich balíky příručního vědění liší na základě jiných předchozích životních zkušeností a událostí, samozřejmě mají i podobné prvky, aby si lidé nerozuměli. Pouze v případech, kdy se například jedná o nějakou velkou tragédii a zabudovat ji do svého světa je prakticky nemožné, jedincův svět se bortí a může vyústit v sebevraždu, psychické zhroucení či příklonem k obskurním duchovním praktikám. Na Husserlův objev žitého světa navázal například Jan Patočka nebo Alfred Schütz.

## Schützovo zkoumání Žitého světa
Alfred Schütz je považován za zakladatele fenomenologické sociologie, čerpající také z pojmu Lebenswelt či z analýzy světa každodennosti.
Stoupenci fenomenologické sociologie jsou přesvědčeni o tom, že poznání světa lidí je naprosto odlišné od poznání přírody. Dle fenomenologické sociologie je lidský svět totiž vystavěn na významech, které v procesu interakce aktéři přikládají věcem a událostem. Základním principem jsou významy, díky kterým lidé rozumí životnímu světu. Hledá význam a vnitřní smysl životního světa. Avšak snaží se, aby teorie byla vždy empiricky doložena.
Alfred Schütz chápe žitý svět jako symbiózu čtyř dílčích světů: světa každodennosti, světa snů, fantazijních světů a světa vědy. Podle Schütze je svět každodennosti světem fyzických objektů, plánování, jednání, kde dominuje myšlení. Svět snů, fantazie a vědy jsou jen modifikacemi samotného světa každodennosti. Schütz se domnívá, že prožívání samo o sobě nikdy není smysluplné, musí fungovat na principu intenční linie. 
„Ve světě každodenního života, ve kterém vystupuji Já stejně jako Ty nikoli jako transcendentální, ale jako psychofyzický subjekt, odpovídá tedy každému proudu prožitků Já, proud prožitků Druhého, ovšem vztažený zpět k mému proudu prožitků, jako mému tělu tělo druhého ovšem vztažené zpět na mé tělo.“ (Schütz 1974 [1932]:142)
Dalšími směry, ve které se fenomenologická sociologie později přeměnila, jsou na příklad etnometodologie, kognitivní sociologie a sociologie vědění.
Schütz byl bezpochyby silně ovlivněn kolegy Bergsonem, Weberem a Husserlem. Studiem myšlenek ostatních autorů vytvořil svůj pohled na svět, který je patrný v jeho dílech. A to především v Schützově první významné knize Der sinnhafte Aufbau der sozialen Welt. Eine Einleitung in die verstehende Soziologie (Schütz 1974 [1932]), která je v podstatě snahou o syntézu Husserlovy a Weberovy metodologie. Návaznost na Husslera je pochopitelná, jelikož byl jeho studentem. Zatímco Schützovo další rané dílo Theorie der Lebensformen je silně ovlivněno Bergsonovou filosofií, Sinnhafte Aufbau je již dominantně ovlivněno Husserlovou fenomenologií.